# Tratamento restaurador atraumático
O Tratamento Restaurador Atraumático (TRA), também conhecido por sua sigla em inglês (ART) é uma técnica que restaura dentes atingidos pela cárie dental utilizando somente instrumentos manuais, sem uso de brocas ou turbinas ("motorzinho").
Este procedimento também não causa nenhuma dor porque a remoção de cárie é realizada de forma seletiva ou parcial, isto é, não se remove nenhum tecido dental vivo ou organizado, o que não causa dor e diminui o risco de exposição da polpa, reduzindo, assim, a necessidade de tratamento de canal. Logo, normalmente, não necessita de anestesia. Utiliza-se um material (cimento de ionômero de vidro) que é adesivo ao tecido dental e liberador de flúor, o que dificulta a recorrência da cárie naquele dente. O TRA está muito indicado em restaurações em crianças (odontopediatria) tanto em dentes decíduos ("dentes de leite") como em dentes permanentes, odontogeriatria, atendimento de crianças e adultos em locais sem equipamento odontológico, como escolas e centros comunitários, gestantes e demais pacientes que necessitem de atendimento especial.

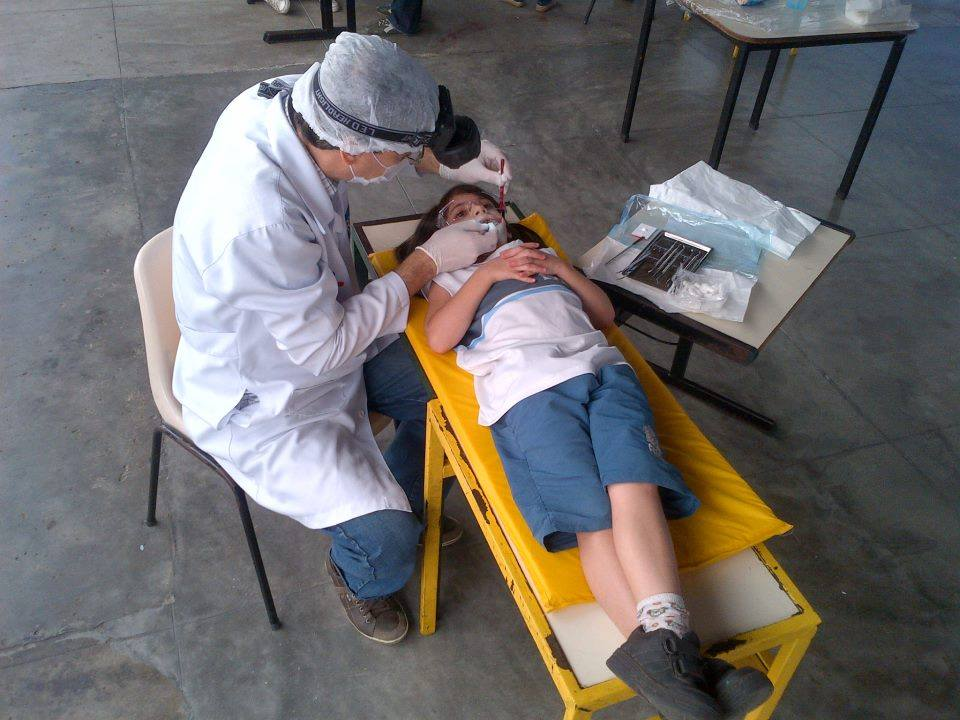
O Projeto TRA da Faculdade de Odontologia da UERJ (Coordenado pelo Professor Antônio Monnerat) atuando em campo em uma Escola Municipal do Rio de Janeiro.

## Histórico
Técnica desenvolvida por J. Frencken, dentista holandês nas décadas de 80 e 90, sendo sugerida para restauração de dentes em saúde pública pela OMS (Organização Mundial de Saúde) e adotada por importantes Serviços de Saúde do Brasil. 
Um dos seus maiores problemas é que, por ser simples, rápida, barata e indolor, causa estranheza à população, acostumada com a vinculação da Odontologia com tecnologia, complexidade, dor, anestesia, barulho de motor e medo.
O Tratamento restaurador Atraumático foi desenvolvido dentro de um programa de atenção à saúde pública na década de 80 na Tanzânia, com objetivo de se encontrar um método de preservação de dentes cariados em pessoas de todas as idades, promovendo saúde em países em desenvolvimento principalmente levando a odontologia às suas comunidades mais carentes, onde, devido aos poucos recursos disponíveis, a ausência de uma intervenção aumentaria o número de extrações dentárias (exodontias).
Um de seus principais desenvolvedores, o professor J. Frencken, realizou um estudo-piloto, durante 9 meses, numa zona rural da Tailândia, utilizando somente instrumentos manuais para remover cáries. A cavidade dentária era restaurada com um material adesivo e liberador de flúor, o cimento de ionômero de vidro (CIV).  A partir disso, o TRA foi descrito como uma técnica inovadora, indolor e de mínima intervenção para o tratamento das lesões de cárie, devendo ser recomendado, particularmente, em países onde as técnicas 
operacionais são desfavoráveis.  

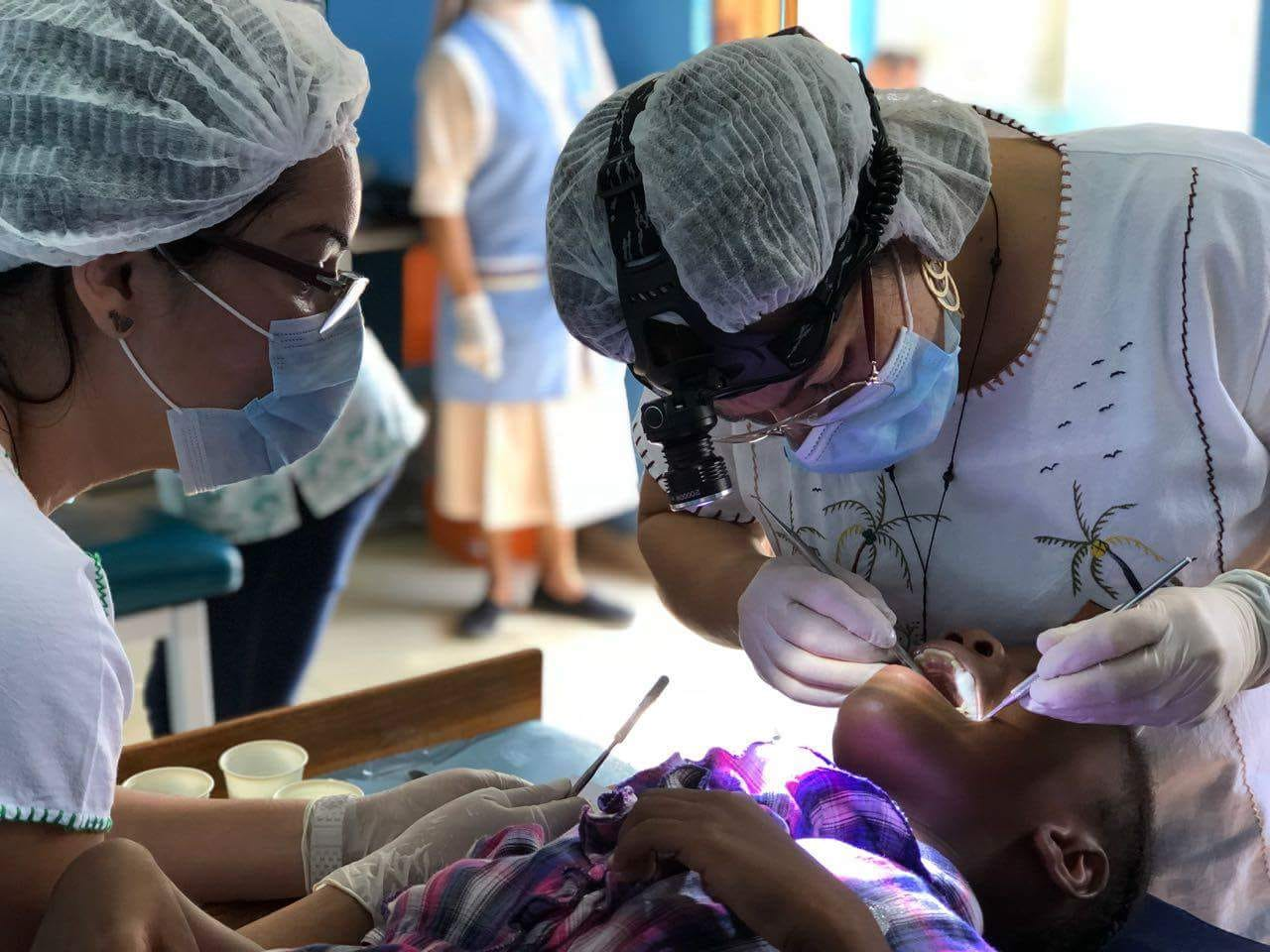
Equipe de TRA da Universidade do Estado do Rio de Janeiro (UERJ) atuando nas crianças do Haiti

Em 1994, devido ao baixo custo, alta eficácia e ausência de utilização de equipamentos odontológicos sofisticados, o TRA foi reconhecido pela Organização Mundial de Saúde (OMS), que, posteriormente, editou um manual, traduzido em dez idiomas, catalogando a técnica do TRA, com o objetivo de erradicar a doença cárie em países subdesenvolvidos e em desenvolvimento.  Já em 1998, o TRA foi aprovado pela Federação Dentária Internacional (FDI). 
Contudo, cabe salientar que o TRA não está somente indicado para populações sem assistência odontológica convencional, uma vez que se trata de uma abordagem de alta qualidade, o TRA pode ser amplamente realizado não apenas em países emergentes e em populações marcadas pelas desigualdades sociais, mas também em países do primeiro mundo, que adotam programas eficientes de baixo custo, inseridos no pensamento moderno de atenção em saúde e controle da doença cárie através da máxima prevenção, mínima intervenção e mínimo preparo.  